# بازی‌های ویدئویی در ژاپن

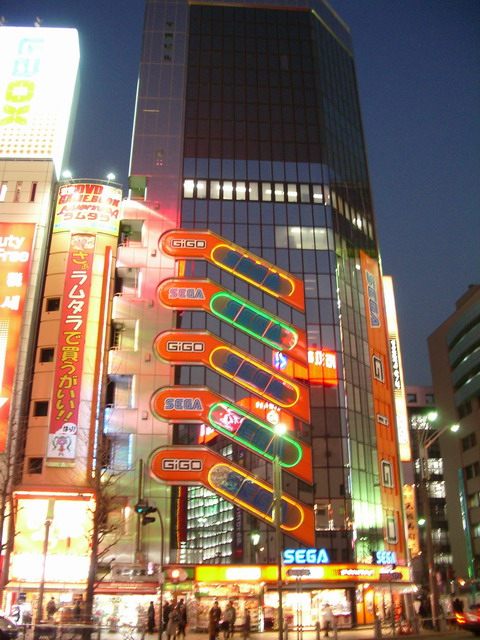
ساختمان آکیهابارا سگا ۲ که تا سال ۲۰۱۷ با نام GiGO شناخته می‌شد، یک مرکز بازی بزرگ طبقه ای در آکیهابارا، توکیو، ژاپن بود.

بازی‌های ویدئویی یک صنعت بزرگ در ژاپن است و این کشور به عنوان یکی از تأثیرگذارترین کشورها در صنعت بازی‌های ویدئویی شناخته می‌شود. توسعه بازی‌های ژاپنی در دهه ۷۰ و ۸۰ میلادی عصر طلایی بازی‌های ویدئویی را رقم زد. در آن زمان شرکت نینتندو تحت مدیریت شیگرو میاموتو و هیروشی یامائوچی، سگا در همان دوره زمانی، سونی کامپیوتر اینترتینمنت زمانی که در توکیو مستقر بود از مهم‌ترین شرکت‌های عصر طلایی بازی‌های ویدئویی محسوب می‌شوند. همچنین شرکت‌های دیگری مانند تایتو، بندای نامکو انترتینمنت، کپ‌کام، اسکوئر انیکس، کونامی، ان‌ای‌سی، و شرکت اس.ان.کی. و غیره از مهم‌ترین شرکت‌های صنعت بازی ویدئویی ژاپن هستند.
فضای این صنعت، به خاطر وجود چندین ناشر بزرگ که همگی در بازارهای کنسول بازی‌های ویدئویی در نقاط مختلف با هم در رقابت هستند شناخته می‌شود. بازی Periscope که در سال ۱۹۶۵ منتشر شد، یک موفقیت بزرگ برای آرکید در ژاپن بود. در طول دهه ۱۹۸۰، نینتندو که یک شرکت فروش کارت‌های هانافودا بود، با عرضه کنسول بازی ویدیویی خانگی به نام Famicom یا «رایانه خانوادگی» که در خارج تحت نام سیستم سرگرمی نینتندو یا «NES» شناخته می‌شد، به یک موفقیت بزرگ در سطح بین‌المللی تبدیل رسید و شهرت جهانی دریافت کرد. سونی در سال ۱۹۹۴ با عرضه کنسول پلی‌استیشن که یکی از اولین کنسول‌های خانگی که دارای گرافیک سه‌بعدی بود، وارد بازار شد و تقریباً بلافاصله خود را به عنوان یک ناشر بزرگ در این صنعت تثبیت کرد. شیگرو میاموتو در سطح بین‌المللی به‌عنوان «پدر بازی‌های ویدیویی» شهرت دارد و تنها توسعه‌دهنده بازی ویدئویی است که تا کنون بالاترین افتخار غیرنظامی ژاپن برای هنرمندان (شخص افتخار فرهنگ) را دریافت کرده‌است.
فرهنگ آرکید تأثیر عمده‌ای در میان جوانان ژاپنی دارد و شهر برقی آکیهابارا یکی از اصلی‌ترین مکان‌ها برای بازی‌های ویدئویی آرکید است. فرنچایزهای بازی‌های ویدئویی ژاپنی مانند برادران سوپر اسمش.، پوکمون، سوپر ماریو، کینگدم هارتس، افسانه زلدا، متال گیر، سایلنت هیل، شیطان هم می‌گرید، انیمال کراسینگ، پرسونا، رزیدنت اویل، دارک سولز و مانستر هانتر مورد تحسین منتقدان قرار گرفته‌اند و دارای طرفداران زیادی در سطح بین‌المللی هستند. بازی نقش آفرینی ژاپنی یک ژانر بازی است که توسط ژاپن ابداع شده و محبوبیت داخلی و بین‌المللی دارد و عناوینی مانند فاینال فانتزی و دراگون کوئست میلیون‌ها نسخه فروش داشته‌اند. در سال ۲۰۱۸ ژاپن در حدود ۶۷٫۶ میلیون بازیکن دارد.

## تاریخچه
در سال ۱۹۶۶ سگا یک بازی الکترومکانیکی به نام Periscope را معرفی کرد بازی یک شبیه‌ساز زیردریایی بود  که از نورها و امواج پلاستیکی برای شبیه‌سازی کشتی‌های غرق شده از یک زیردریایی استفاده می‌کرد. بازی به موفقیت سریع در ژاپن، اروپا و آمریکای شمالی دست پیدا کرد. Periscope اولین بازی آرکید بود که نسبت به بازی‌های آن زمان، برای هر بار بازی کردن فقط به یک سکه کوارتر نیاز بود،  که باعث شد قیمت استاندارد بازی‌های آرکید برای سال‌های بعدی ثابت باقی بماند.
سگا بعداً بازی‌های اسلحه‌ای را تولید کرد که از نمایش تصویر فراتاب به روشی شبیه به زنده‌گرد باستانی برای تولید انیمیشن‌های متحرک روی صفحه استفاده می‌کرد. اولین مورد بازی تفنگی شکار اردک، بود که در سال ۱۹۶۹ منتشر شد؛ بازی اهداف متحرک را روی صفحه نمایش می‌داد، امتیاز بازیکن را روی بلیط چاپ می‌کرد، و دارای جلوه‌های صوتی قابل کنترل بود. یکی دیگر از انتشارات سگا در سال ۱۹۶۹، موشک، یک بازی تیراندازی بود که دارای صدای الکترونیکی و یک نوار فیلم متحرک برای نمایش اهداف بر روی صفحه نمایش بود.

### دهه ۷۰ تا اوایل دهه ۸۰ میلادی
اولین بازی ویدئویی آرکید شرکت آتاری به نام پونگ در سال ۱۹۷۲ در آمریکا عرضه شد و باعث شد تا تعدادی از سازندگان رقیب در آمریکا بازی‌های آرکید خود را تولید کنند تا از ترندهای روز درآمدزایی بهره ببرند. تعدادی از این شرکت‌ها شرکای ژاپنی داشتند و همتایان خارجی خود را در جریان این فناوری جدید قرار دادند و همین امر باعث شد چندین سازنده بازی‌های الکترونیکی ژاپنی دستگاه بازی سکه ای را وارد بازار بازی‌های آرکید کنند. شرکت‌های تایتو و نامکو از اولین پذیرندگان بازی‌های آرکید در ژاپن بودند که در اوایل قبل از توسعه بازی‌های خود، بازی‌های آمریکایی را توزیع کرده بودند. نینتندو که در آن زمان عمدتاً اسباب بازی‌های سنتی و الکترونیکی تولید می‌کرد، در اواخر دهه ۱۹۷۰ وارد بازار بازی‌های آرکید شد.
مانند آمریکا، بسیاری از بازی‌های آرکید اولیه ژاپنی کپی شده گیم‌پلی بازی‌های محبوب آن زمان بود. با این حال، چندین کانسپت جدید از بازی‌های ژاپنی بیرون آمد که هم در ژاپن و هم در نسخه‌های آمریکایی، مانند بازی‌های Speed Race و Gun Fight در سال ۱۹۷۵ عملکرد خوبی بر جای گذاشتند. بازی Gun Fight زمانی که توسط میدوی گیمز در آمریکا منتشر شد، اولین بازی آرکید بود که به جای قطعات الکترونیکی مجزا از ریزپردازنده استفاده می‌کرد. بازی بوکس سیاه و سفید سگا به نام Heavyweight Champ در سال ۱۹۷۶ اولین بازی ویدیویی مبارزه‌ای بود که شامل مبارزه با مشت بود. اولین بازی‌های مخفی‌کاری شامل Manbiki Shounen (1979). و Manbiki Shoujo (1980), لوپین ۳ (1980) و ۰۰۵ (۱۹۸۱) بودند.